# Пітів'є (округ)
Округ Пітів'є (фр. Arrondissement de Pithiviers) — округ у Франції, в департаменті Луаре. 2023 року округ об'єднував 79 муніципалітетів, населення становило 63 054 особи.
Адміністративний центр (супрефектура) — Пітів'є.

## Муніципалітети
Список муніципалітетів округу та їхні коди INSEE:
1. Андонвіль (45005)
2. Анжанвіль (45133)
3. Аску (45010)
4. Асшер-ле-Марше (45009)
5. Аттре (45011)
6. Базош-ле-Галлеранд (45025)
7. Барвіль-ан-Гатіне (45021)
8. Батії-ан-Гатіне (45022)
9. Боесс (45033)
10. Бон-ла-Роланд (45030)
11. Бондаруа (45038)
12. Бордо-ан-Гатіне (45041)
13. Бріарр-сюр-Ессонн (45054)
14. Бромей (45056)
15. Буакоммен (45035)
16. Буан (45050)
17. Буассо (45037)
18. Бузонвіль-о-Буа (45047)
19. Буї-ан-Гатіне (45045)
20. Вриньї (45347)
21. Гіньєвіль (45162)
22. Гобертен (45151)
23. Гранжермон (45159)
24. Греневіль-ан-Бос (45160)
25. Дадонвіль (45119)
26. Демон (45124)
27. Діманшвіль (45125)
28. Егрі (45132)
29. Ентвіль-ла-Гетар (45170)
30. Ерсвіль (45135)
31. Ескренн (45137)
32. Етуї (45139)
33. Ешієз (45131)
34. Євр-ла-Віль (45348)
35. Живрен (45157)
36. Жуї-ан-Пітівре (45174)
37. Журанвіль (45176)
38. Кротт-ан-Пітівре (45118)
39. Курсель (45110)
40. Курсі-о-Лож (45111)
41. Ла-Невіль-сюр-Ессонн (45225)
42. Лаас (45177)
43. Ле-Малезербуа (45191)
44. Леувіль (45181)
45. Лорсі (45186)
46. Маро-о-Буа (45195)
47. Марсенвільє (45198)
48. Монбарруа (45209)
49. Монліар (45215)
50. Морвіль-ан-Бос (45217)
51. Нанкре-сюр-Римард (45220)
52. Нібель (45228)
53. Одвіль (45012)
54. Ожервіль-ла-Рив'єр (45013)
55. Оксі (45018)
56. Ольне-ла-Рив'єр (45014)
57. Ондревіль-сюр-Ессонн (45233)
58. Орвіль (45237)
59. Отрюї-сюр-Жуїн (45015)
60. Паннесьєр (45246)
61. Пітів'є (45252)
62. Пітів'є-ле-В'єй (45253)
63. Пюїзо (45258)
64. Рамулю (45260)
65. Рувр-Сен-Жан (45263)
66. Санто (45301)
67. Сезарвіль-Доссенвіль (45065)
68. Сен-Лу-де-Вінь (45288)
69. Сен-Мішель (45294)
70. Сермез (45310)
71. Тівернон (45325)
72. Тіньонвіль (45320)
73. Уазон (45231)
74. Утарвіль (45240)
75. Шамбон-ла-Форе (45069)
76. Шармонт-ан-Бос (45080)
77. Шатійон-ле-Руа (45086)
78. Шієр-о-Буа (45095)
79. Шоссі (45088)